# G.729
G.729 là một thuật toán nén dữ liệu âm thanh cho giọng nói,thuật toán này nén thoại số trong các gói 10 mili giây. Nó được mô tả một cách chính thức là Mã hóa giọng nói 8 kbit/s, sử dụng CS-ACELP (tạm dịch là bảng mã đại số phương pháp dự đoán tuyến tính kích thích mã có cấu trúc liên kết)
Do yêu cầu băng thông thấp, G.729 chủ yếu được sử dụng trong ứng dụng VoIP khi mà băng thông phải được bảo tồn, ví dụ như các cuộc gọi hội nghị. Tiêu chuẩn G.729 hoạt động ở tốc độ bit 8 kbit/s, nhưng có phần mở rộng với tốc độ 6,4 kbit / s (Phụ lục D, F, H, I, C +) cho chất lượng thoại kém hơn và 11,8 kbit/s (Phụ lục E, G, H, I, C +) cho chất lượng cho chất lượng thoại tốt hơn.
G.729 đã được mở rộng với các tính
năng đa dạng, trong đó G.729A và G.729B là thường được dùng. Cần chú ý sự khác biệt giữa các phiên bản G.729 vì chúng có tính chất bổ sung khác nhau và do đó được sử dụng vào các trường hợp khác nhau: 
- G729: codec ban đầu, sử dụng thuật toán có độ phức tạp cao
- G729A (phụ lục A): Có độ phức tạp trung bình so với G.729 và nó tương thích với G.729. Có độ phức tạp thấp hơn nhưng cho chất lượng kém hơn một chút so với G.729
- G729B (phụ lục B): G729 với kỹ thuật triệt khoảng lặng, không tương thích với những phiên bản trước.
- G729AB: G729A với kỹ thuật triệt khoảng lặng, chỉ tương thích với G729B.

| Tính năng        | - | A | B | C | D | E | F | G | H | I | C+ | J |
| Độ phức tạp thấp |   | x | x |   |   |   |   |   |   |   |    |   |
| Điểm cố định     | x | x | x |   | x | x | x | x | x | x |    | x |
| Điểm động        |   |   |   | x |   |   |   |   |   |   | x  |   |
| 8kb/s            | x | x | x | x | x | x | x | x | x | x | x  | x |
| 6.4kb/s          |   |   |   |   | x |   | x |   | x | x | x  |   |
| 11.8kb/s         |   |   |   |   |   | x |   | x | x | x | x  |   |
| ---------------- | - | - | - | - | - | - | - | - | - | - | -- | - |

G.729 Phụ lục A
G.729A là mở rộng tương thích của G.729, nhưng đòi hỏi ít tính toán hơn, do đó giảm chất lượng thoại.
G.729A được phát triển bởi một tập đoàn gồm các tổ chức: France Telecom, tập đoàn Mitsubishi Electric, Nippon Telegraph và Telephone Corporation.
Các tính năng của G.729A: 
- Tần số lấy mẫu 8 kHz / 16-bit (80 mẫu trong khung 10 ms)
- Tốc độ bit cố định (khung 10ms 8 kbit/s)
- Kích thước khung cố định (10 byte cho khung 10 ms)
- Trễ thuật toán là 15 ms mỗi khung, với trễ dự đoán 5 ms.
- G.729A là một bộ mã thoại lai trong đó sử dụng bảng đại số dự đoán tuyến tính kích thích mã (ACELP)
- Độ phức tạp của thuật toán được đánh giá 15 điểm, so với G.711 là 1 và G.723.1 là 25.
- Một số điện thoại VoIP sử dụng mô tả "G729a / 8000" trong SDP (nó ảnh hưởng đến một số điện thoại Cisco và Linksys), điều này là không chính xác vì G729A tuy là một phương pháp thay thế mã thoại nhưng vẫn tạo ra dữ liệu giải mã bằng G729 hoặc G729A - tức là không có sự khác biệt về điều chỉnh giải mã.

G.729 Phụ lục B
G.729B cung cấp phương pháp triệt khoảng lặng với một mô-đun phát hiện hoạt động nói (VAD- voice activity detection). Cơ chế của bộ VAD là so sánh năng lượng tín hiệu với 1 ngưỡng nhiễu trong mỗi khung thoại. Thoại được phát hiện nếu năng lượng tín hiệu lớn hơn ngưỡng nhiễu. Khi VAD phát hiện năng lượng tín hiệu giảm dưới ngưỡng nhiễu nó sẽ quy đó là khoảng lặng và cắt bỏ các xung thoại dưới khoảng đó và dừng việc chèn khung thoại vào gói, điều này giúp tiết kiệm băng thông một cách đáng kể.
Nguồn:

1. ↑  http://en.wikipedia.org/wiki/G.729